# Uddel
Uddel is een dorp in de Nederlandse provincie Gelderland, en het ligt op de Veluwe, in de gemeente Apeldoorn. Het dorp met de directe omgeving heeft 3330 inwoners (2023). Het dorp heeft religieus en politiek alle kenmerken van de Bijbelgordel. De eerste vermelding van Uddel dateert uit 792, als de nederzetting Uttiloch. In 1992 werd het 1200-jaar bestaan uitbundig gevierd.

## Geografie
Het dorp is gelegen aan de N310, de weg van de N302, via Elspeet naar Nunspeet. Ten zuidwesten van Uddel ligt het historische Uddelermeer met de Hunneschans, een verdedigingswerk uit de oudheid.

## Nieuwbouw
Uddel is aan een opmars bezig met de woningbouw. In 2006 werd de wijk De Zandsteeg gebouwd. Na dit lag de nieuwbouw weer stil. Tot aan 2014, want toen kwam het plan De Veluwte en Het Aardhuus erbij. De Veluwte is al voltooid en is gebouwd op het voormalige Kayim terrein. In 2015 is er begonnen met het plan Aardhuus. Hier zullen in totaal 104 woningen gebouwd worden, verspreid over fases. Als ook dit plan klaar is, zijn er nog plannen voor de Veenkamp, voor 160 tot 180 woningen. Dit met als doel om de jeugd in Uddel te houden.

## Natuur
In en rondom Uddel is veel natuur, zoals bos en heide, maar ook diverse meren. Richting het Aardhuis ligt de Aardmansberg en de Torenberg. Laatstgenoemde is het op één na hoogste punt van Gelderland. Aan de andere zijden van het dorp liggen respectievelijk het Uddelermeer, Blekemeer, Klein Zeilmeer en Groot Zeilmeer. Ten oosten van het dorp ligt het bosgebied de Uddeler Heegde waar in 2023 een nieuwe hoogste boom van Nederland werd ontdekt. Deze douglasspar had een hoogte van 51,1 meter en nam de titel over van een douglasspar in het Paleispark in Apeldoorn.

## Religie
Uddel is een overwegend orthodox-protestants dorp; het is goed te typeren als bevindelijk gereformeerd. Onder andere blijkt dit uit het plaatselijk stemgedrag: zo haalde bij de gemeenteraadsverkiezingen in 2006 de SGP 65% van de stemmen (bijna een kwart van alle stemmen op de SGP in de toentertijd meer dan 130.000 inwoners tellende gemeente Apeldoorn), de drie christelijke partijen samen (dat wil zeggen inclusief het CDA en de ChristenUnie) bijna 87%. Het dorp heeft kerken van de Protestantse Kerk in Nederland, de Gereformeerde Gemeenten en de Gereformeerde Gemeenten in Nederland.

## Scholen
Er zijn drie scholen in Uddel: een protestants-christelijke school, een reformatorische school voor basisonderwijs en een reformatorische school voor voortgezet onderwijs. De school voor voortgezet onderwijs is een dependance van de Jacobus Fruytier Scholengemeenschap in Apeldoorn, die de locatie Uddel vooral heeft gekozen vanwege de centrale ligging op de Veluwe; met name uit Uddel, Nunspeet, Ermelo en Elspeet komen veel leerlingen.
Uddel kende tussen 1842 en 2007 ook een openbare school (De Wegwijzer; vanaf 2004: De Vlindertuin), die reeds vanaf 1937 met opheffing werd bedreigd (het jaar dat de protestants-christelijke Prins Willem Alexanderschool werd opgericht en het leerlingenaantal van 150 naar enkele tientallen terugliep) vanwege het geringe aantal leerlingen. In 2001 was de school met 13 leerlingen (ver onder de opheffingsnorm van 23 leerlingen) de kleinste school van Nederland. Omdat de dichtstbijzijnde openbare school op 14,6 kilometer afstand lag (in Apeldoorn), boven de wettelijke afstandsnorm van 10 kilometer, mocht het schoolgebouw echter opengehouden worden. De gemeente Apeldoorn besloot, om het 'laatste bolwerk van openbaarheid' in het dorp open te houden, zelfs unaniem tot een nieuw schoolgebouw dat in 2004 werd opgeleverd. Drie jaar na de nieuwbouw was het aantal leerlingen echter gedaald tot vijf en sloot de nieuwe school alsnog en werd overgenomen door de Prins Willem Alexanderschool. De gemeente wilde de school wel achter de hand houden voor de eventuele oprichting van een nieuwe openbare basisschool.

## Buurtschappen
Onder het dorp Uddel vallen ook de buurtschappen Meerveld en Nieuw-Milligen. Bij deze laatste hoort het AOCS en het Landal Park, genaamd Rabbit Hill. De dorpsvereniging van Uddel gaat ook over deze buurtschappen. Het hierboven genoemde inwoneraantal is inclusief deze buurtschappen. Naast Nieuw-Milligen ligt de buurtschap Oud-Milligen. Deze valt echter onder het dorp Garderen in de gemeente Barneveld.

## Firma Beekman
De laatste houtskoolbranderij van Nederland, een van de grootste van West-Europa, bevond zich in Uddel. Minstens vanaf 1850 werd deze firma Beekman gerund door de Uddelse familie Beekman. Het bedrijf bevond zich bij het Bleekemeer, aan de Aardhuisweg richting Apeldoorn, midden in het natuurgebied Kroondomein Het Loo. Het houtskoolbranden in meilers was een arbeidsintensief proces en in 1956 had het bedrijf hiervoor zo'n zestig mensen in dienst. In 1996 vertrok het bedrijf naar Almelo en hernoemde zich tot Carbo. Daarmee kwam een eind aan een eeuwenlange Veluwse traditie van kolenbranden.

## Verenigingen
Uddel is erg actief in het verenigingsleven. Naast de dorpsvereniging Uddels Belang, zijn er nog diverse sportverenigingen, zangverenigingen, muziekvereniging Juliana en nog diverse andere verenigingen. Als sportvereniging is er:
- Voetbalvereniging SV Prins Bernhard
- Volleybalvereniging Udeo
- Schietvereniging SV Trefpunt
- Damclub Udelco
- Klaverjasclub Altijd Troef
- Dartvereniging The Woody Darters
- Paardensportvereniging De Hunneruiters
- Loosduinen Cycling Team

## Openbaar vervoer
Het dorp is te bereiken via de RRReis-buslijnen 104 (Barneveld - Harderwijk), 112 (Apeldoorn - Nunspeet) en 206 (Apeldoorn - Harderwijk; snelRRReis). Lijnen 104 en 112 rijden elk uur en snelRRReis 206 elk halfuur. Beide buslijnen hebben haltes bij de treinstations van respectievelijk Apeldoorn, Barneveld, Harderwijk en Nunspeet, waardoor Uddel ook makkelijk via het spoor te bereiken is. Daarnaast zijn er nog 3 schoolbuslijnen die in Uddel stoppen. Dit is de lijn 658 vanuit Nunspeet naar de Jacobus Fruytier Scholengemeenschap in Apeldoorn. Lijn 654 rijdt ook naar deze school, maar dan vanaf Ermelo. Als laatste stopt de schoolbuslijn 676 onderweg vanuit Elspeet naar het Hoornbeeck College in Amersfoort.

## Geboren in Uddel
- Evertje Schouten (1852), voedster van Wilhelmina
- Gerrit Holdijk (1944), politicus (SGP)
- Peter Boeve (1957), voetballer en voetbaltrainer
- Henk Vermeer (1966), politicus (Harderwijk Anders/BBB)

## Afbeeldingen

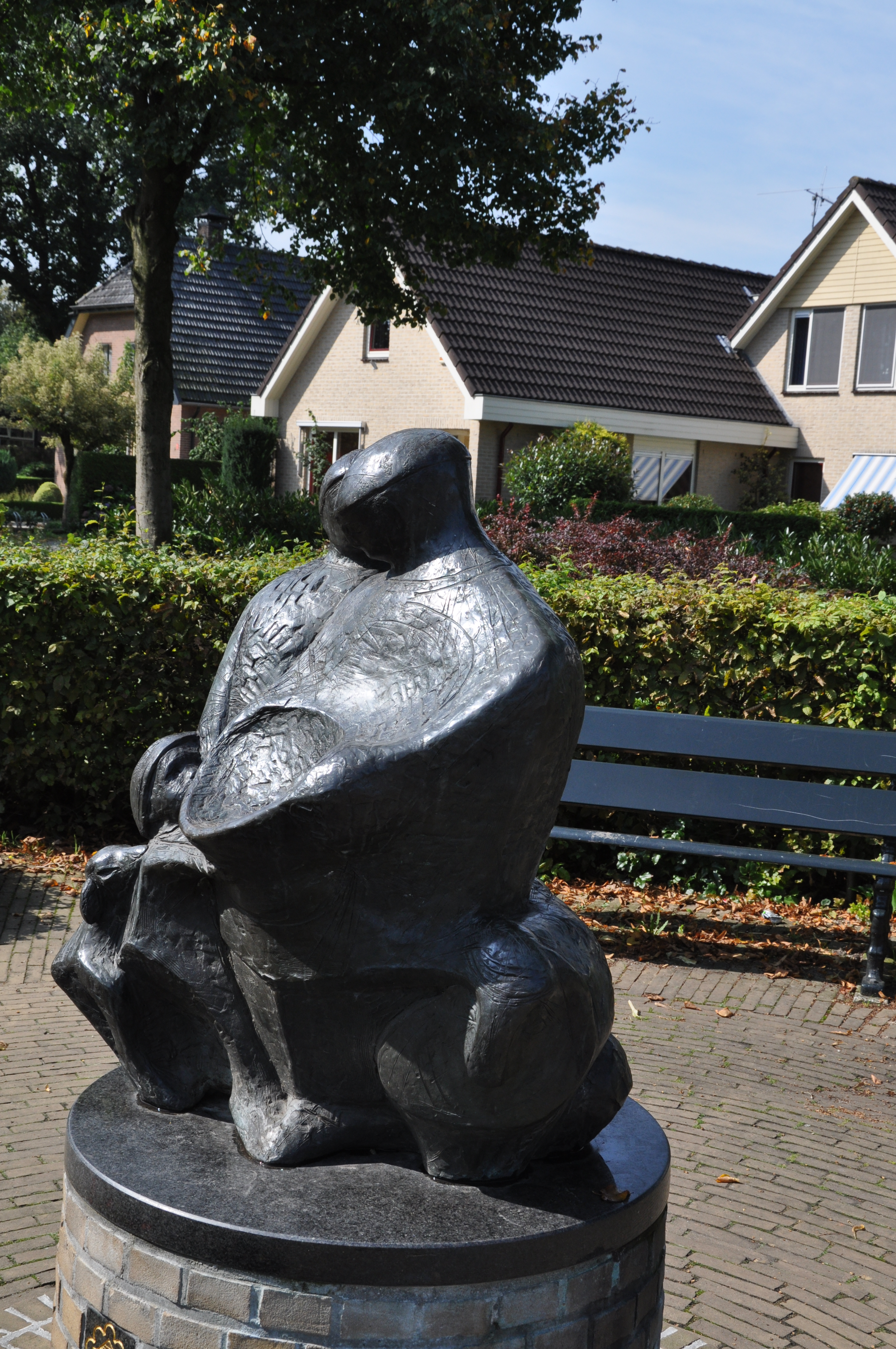
Gedenkteken 1200 jaar Uddel
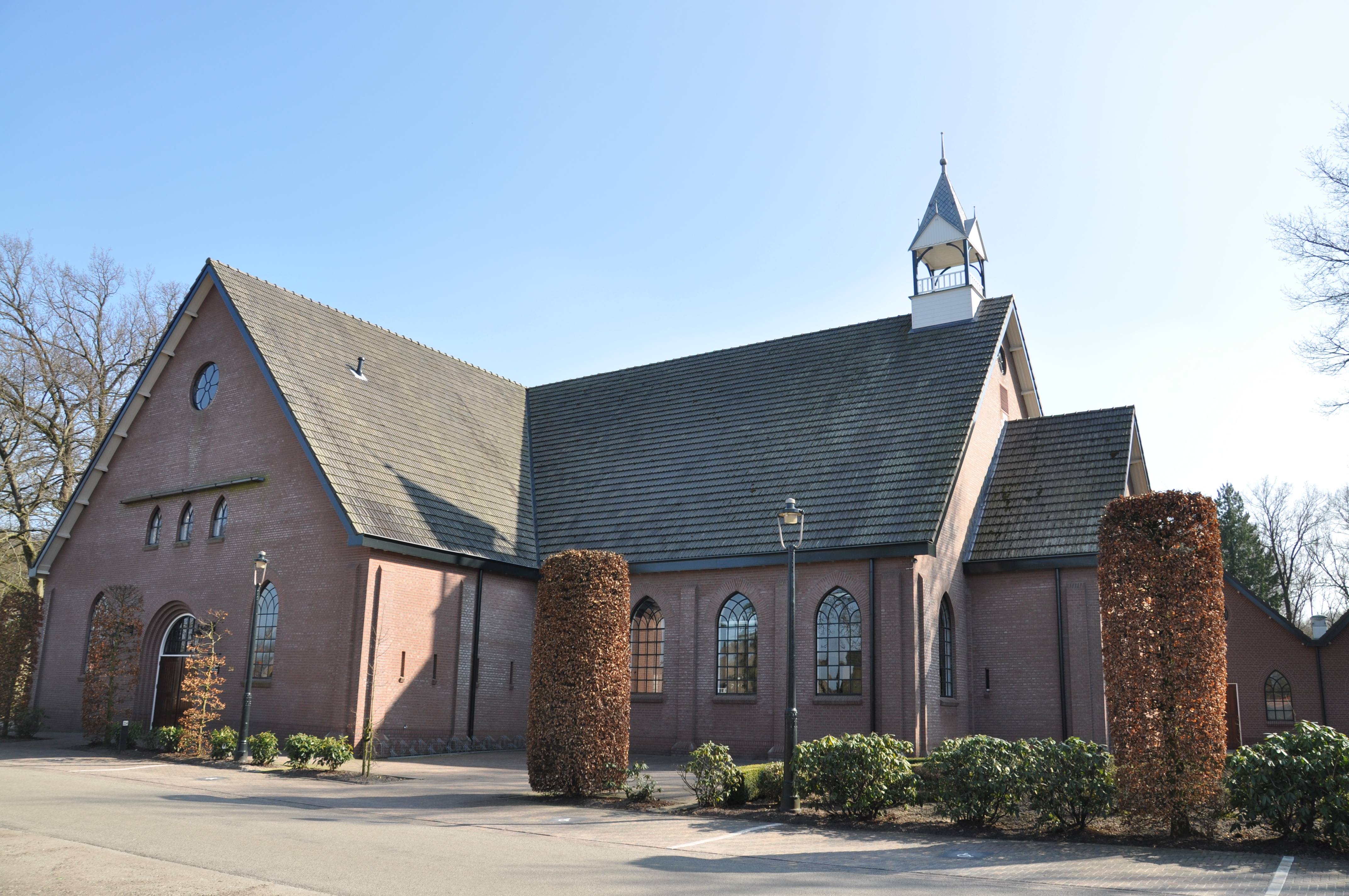
Gereformeerde Gemeente in Nederland Uddel – de Beek
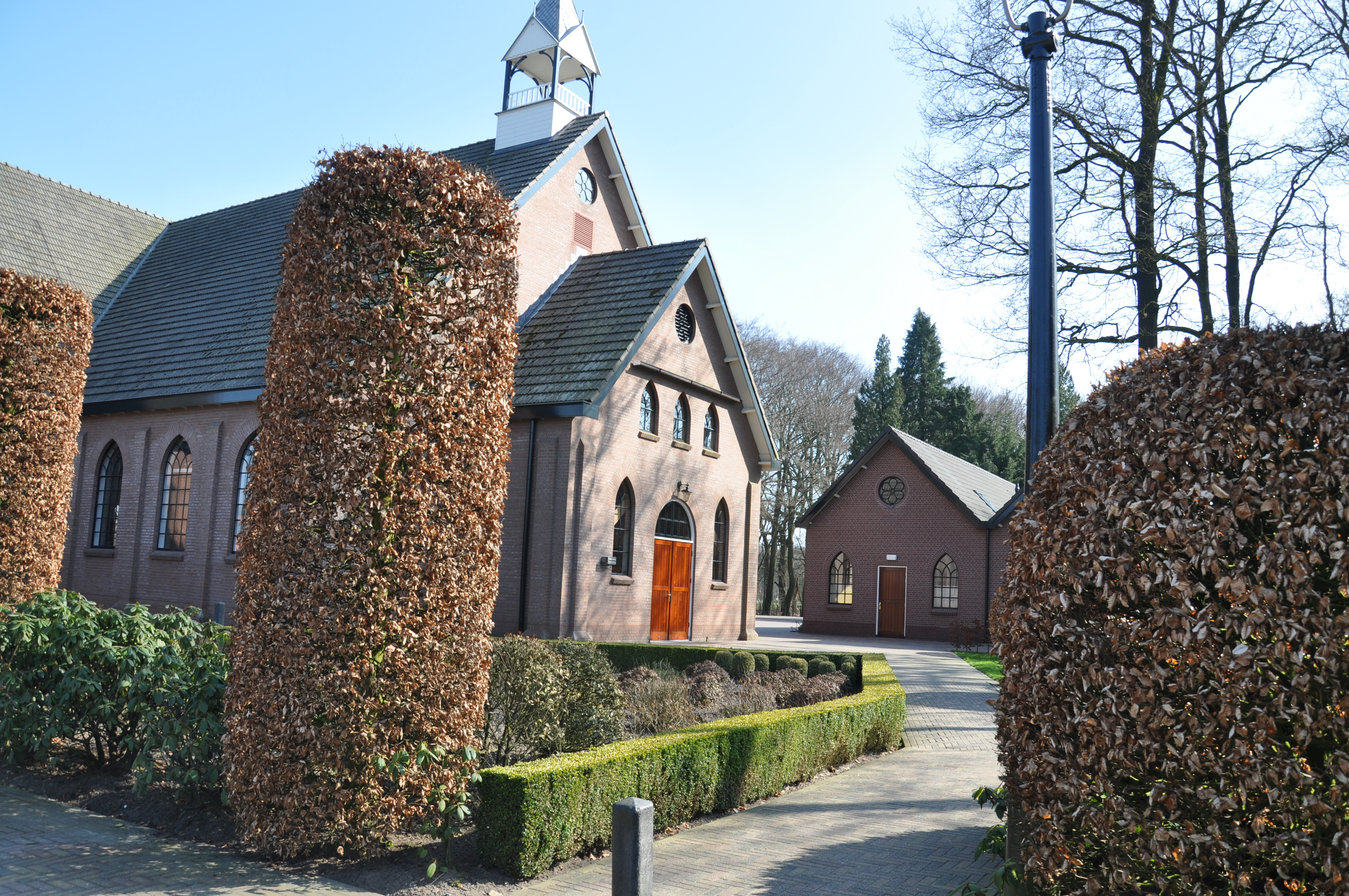
Gereformeerde Gemeente in Nederland Uddel – de Beek
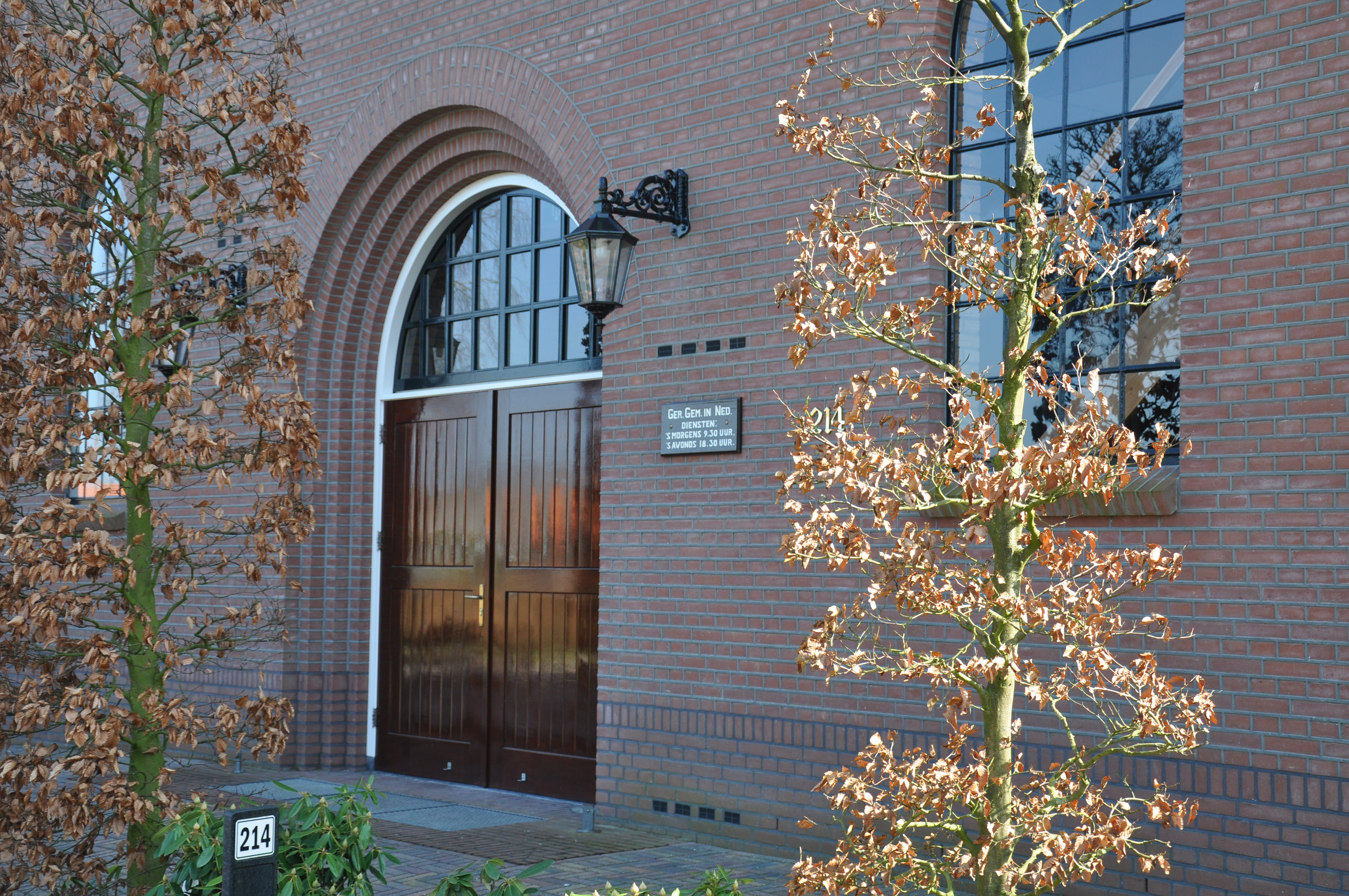
Gereformeerde Gemeente in Nederland Uddel – de Beek
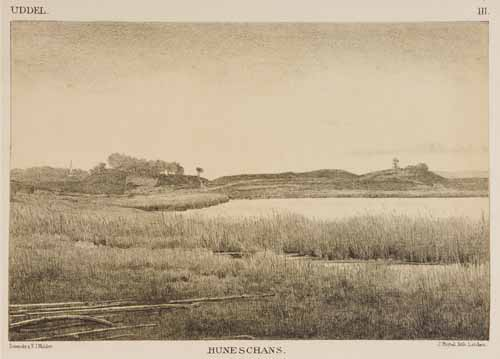
De Hunneschans bij het Uddelermeer in 1889
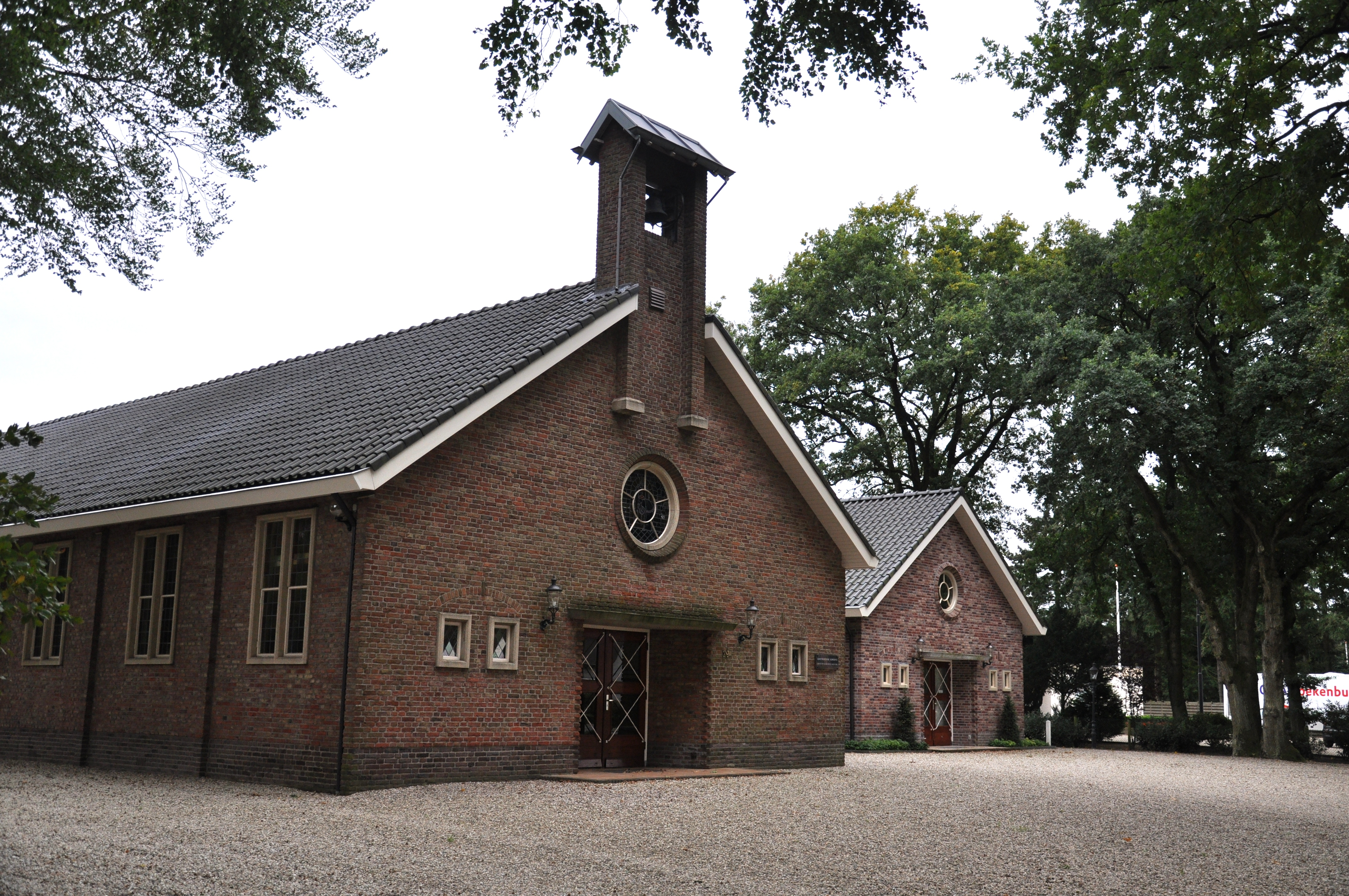
Kerk van de Gereformeerde Gemeente, een rijksmonument
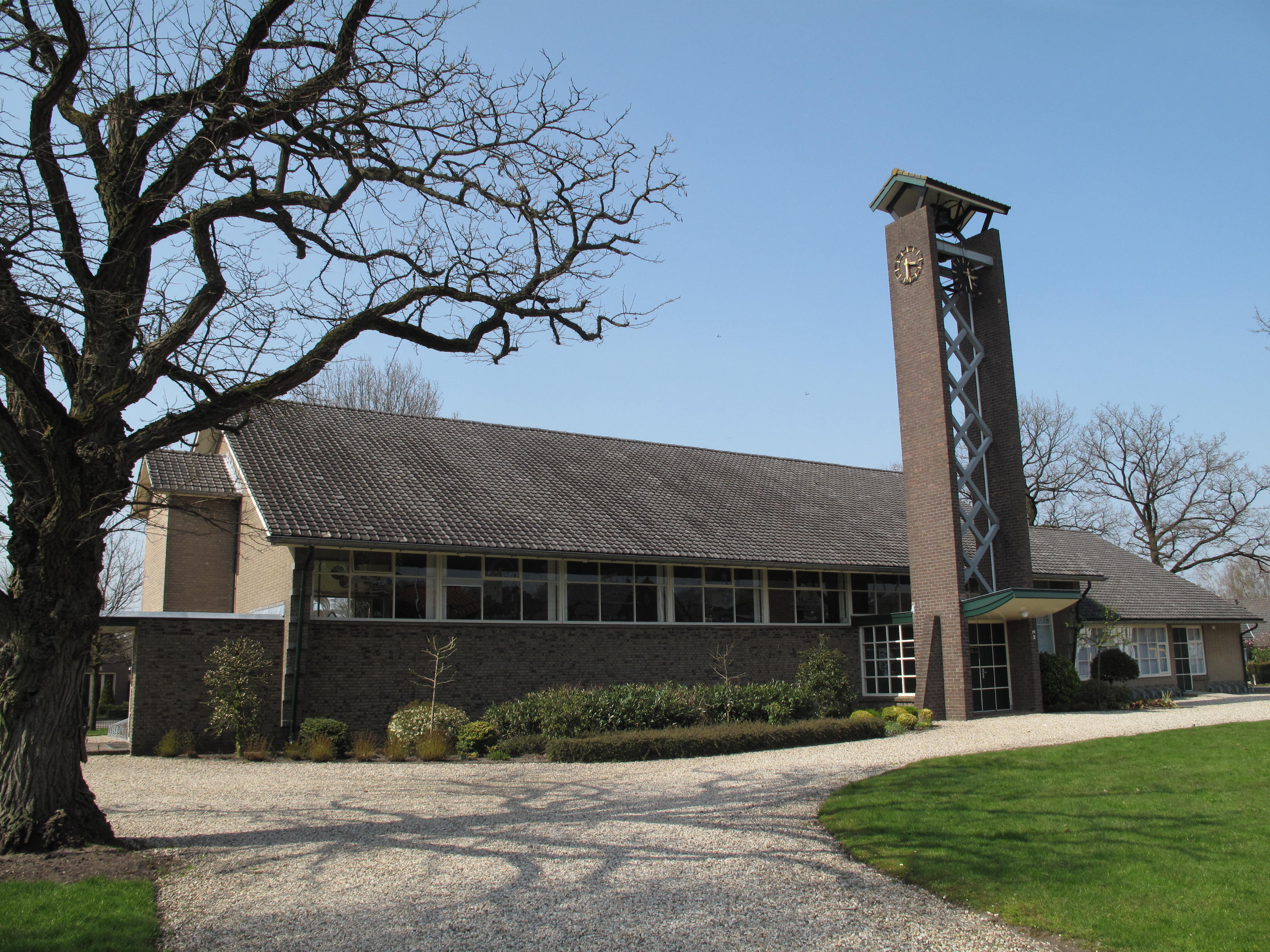
Hervormde kerk in Uddel

Stad: Apeldoorn     
Dorpen: Beekbergen · Hoenderloo (deels) · Hoog Soeren · Klarenbeek (deels) · Loenen · Uddel · Ugchelen · Wenum-Wiesel

Buurtschappen: Assel · Beemte Broekland · Engeland · Gerritsflesch · Groenendaal · De Haere · Hoog Buurlo · De Jonas (deels) · De Krim · Lieren ·  Meerveld · Nieuw-Milligen · Oosterhuizen · Radio Kootwijk · Woeste Hoeve

Gelderland: Steden en dorpen in Gelderland      Nederland: Provincies · Gemeenten